# Setaria jaffrei
Setaria jaffrei är en gräsart som beskrevs av Philippe Morat. Setaria jaffrei ingår i släktet kolvhirser, och familjen gräs. Inga underarter finns listade i Catalogue of Life.